# Luisa Grimaldi
Luisa Grimaldi o Luisa Grimaldi Correa "la Capitana" o bien Luiza Grinalda Correia "a Capitoa" (Reino de Portugal, ca. 1541–Évora, Portugal, después de 1626) era una fidalga real portuguesa y una noble de la rama de los barones de Beuil de la Casa de Grimaldi que gracias a la confirmación regia de 1589, para evitar los pleitos testamentarios de sus hijastros naturales, obtuvo como herencia de su marido Vasco Fernandes Coutinho Filho la propiedad bajo la soberanía luso-hispana de un señorío brasileño con el título de donataria, pero una vez que comenzara el pleito legal de los parientes legítimos europeos, debió delegar el mando en un gobernador interino en 1598 y luego de que se fallara en contra de ella en 1605, tuvo que suceder el territorio de su propiedad a Francisco de Aguiar Coutinho, un sobrino segundo de su esposo —que ocuparía recién el cargo como cuarto gobernador donatario de la capitanía del Espíritu Santo en 1620— por lo cual, Luisa se recluiría el resto de sus días en un convento de la ciudad de Évora.

## Biografía hasta la unión dinástica y la viudez

### Origen familiar y primeros años

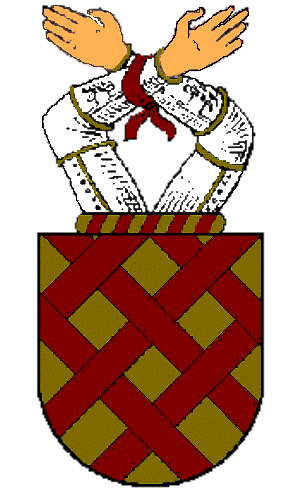
Casa de Correia.

Luisa Grimaldi había nacido hacia 1541 en alguna parte del Reino de Portugal, siendo hija del fidalgo Pedro Álvares Correia de Eça (ca. 1515-Tánger), capitán mayor de Arcila, y de la noble nizarda-saboyana Catalina Grimaldi (¿Niza?, 1520-1565).

Casa de Grimaldi.

Era nieta materna de Honorato I de Grimaldi (n. 1470 - Villars-sur-Var, 21 de diciembre de 1537), barón de Beuil, que fuera un tío abuelo lejano de su homónimo Honorato I de Mónaco, IX señor de Mónaco desde 1523 —y sin regente en 1540— hasta 1581, cuyo territorio estaba bajo protectorado español desde 1524 hasta 1612.
Además era nieta paterna de Joana de Eça (n. ca. 1498) y de su esposo Aires Correia (n. ca. 1495), caballero de la Orden de Malta, que era el quinto hijo de Simão Correia (n. ca. 1470), capitán de Azamor y estribador mayor de la infanta portuguesa Beatriz —a quien acompañó como tal a la corte saboyana, con su hijo Ayres como paje de ella, para casarse en Villefranche-sur-Mer el 29 de septiembre de 1520 con el duque Carlos III de Saboya— y quien fuera nombrado conde de Lins en la Saboya hacia 1521, y de su mujer Teresa de Brito (n. ca. 1475) que era una hija de Ruy Casco.

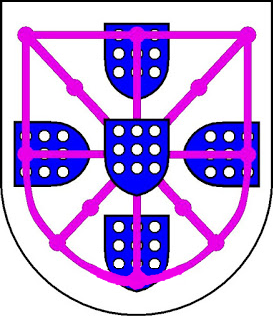
Casa de Eça.

Era bisnieta paterna por la vía femenina de Fernando de Eça Camoens (n. ca. 1478), capitán de la armada de la India del gobernador Nuno da Cunha desde 1528, y de su esposa Guiomar Pacheco (n. ca. 1480), y por ende, era una tataranieta de Pedro de Eça (n. ca. 1438), alcaide mayor de Moura desde 1482, y de su esposa Leonor de Camoens (n. ca. 1450).
Por lo tanto, Luisa era trastataranieta o chozna del fidalgo real Fernando de Portugal, señor de Eza, y de su tercera o única esposa Isabel de Ávalos, una hija de Pedro López Dávalos y nieta del adelantado Ruy López Dávalos, II conde de Ribadeo, adelantado mayor de Murcia y II condestable de Castilla.

### Matrimonio y pleitos legales por la sucesión
Luisa se unió en matrimonio con el segundo capitán donatario Vasco V Fernandes Coutinho "el Hijo" pero de este enlace no hubo descendientes.
Luego de casarse, su suegro Vasco IV "el Viejo" renunció como donatario en 1560 delegando el mando en su hijo natural homónimo, y después de fallecer, su hermana Antonia de Villena emprendió un pleito legal porque había delegado en vida el señorío territorial capixaba a un hijo ilegítimo y luego del deceso lo había dejado como único heredero, por lo cual Vasco "el Hijo" tuvo que viajar a Europa en noviembre de 1560 a la espera del fallo judicial, además de necesitar la confirmación real.
En enero de 1564, Vasco "el Hijo" volvió a tomar posesión del territorio, ya que tuvo una sentencia favorable al ser un hijo legitimado, pero la confirmación real llegaría recién en 1571, por lo cual tuvo que regresar a Portugal a realizar trámites legales y antes de viajar al Brasil realizó un nuevo testamento en 1573, en el cual dejaba por heredero, en caso de no tener descendencia con su esposa, a su sobrino segundo Francisco de Aguiar Coutinho quien fuera nieto paterno de la ya citada Antónia de Vilhena.

### Portugal bajo la Monarquía Hispánica
Posteriormente en el reino, al fallecer sin descendientes los soberanos Sebastián I de Portugal en la batalla de Alcazarquivir el 4 de agosto de 1578 y su tío abuelo el 31 de enero de 1580, el cardenal Enrique I, que fuera el heredero en la corona lusitana, provocó en dicho año una crisis sucesoria y por ello Felipe de Habsburgo, rey de España, por sus derechos dinásticos mandó invadir el país y ascendió así al trono portugués, por lo cual la Monarquía Hispánica dominaría el gran imperio colonial luso-español.

## Gobernadora donataria del Espíritu Santo

### Herencia con confirmación real

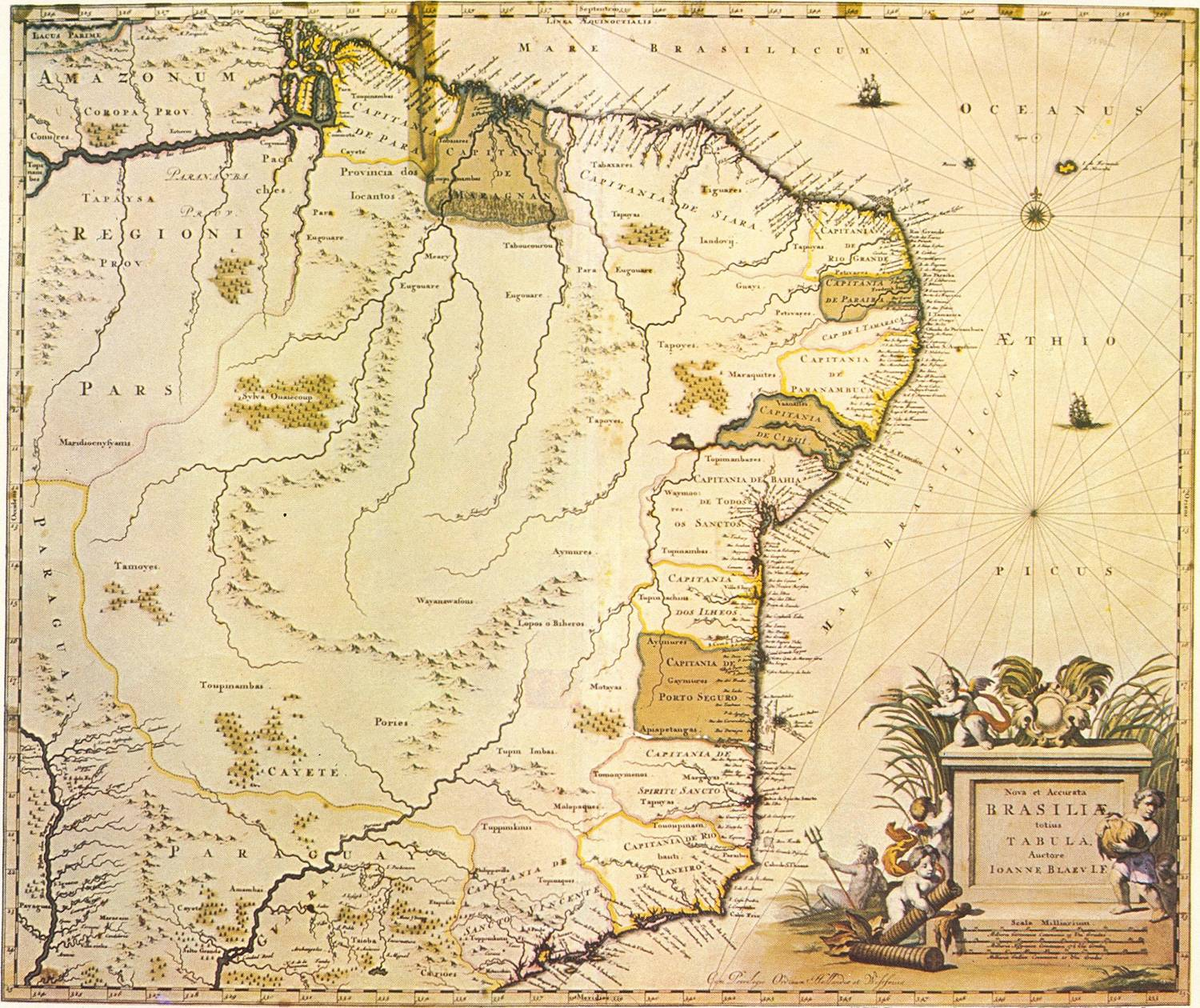
Las capitanías del Estado de Brasil, en donde figura la del Espíritu Santo (en mapa de Joan Blaeu, de 1640).

Como Luisa Grimaldi con el segundo donatario finalmente no tuvo descendencia, ella heredó de su marido en 1589 el gobierno de la capitanía del Espíritu Santo, obteniendo la confirmación real para evitar problemas entre los hijos ilegítimos y los parientes de Portugal.
De esta forma Grimaldi nombró como su lugarteniente o capitán mayor adjunto a su cuñado Miguel de Azeredo, que se había amancebado con Luisa Correia, una hija ilegítima de Pedro Álvares Correia y de Antonia de Abreu, y por tanto, medio hermana paterna de Luisa Grimaldi, y al mismo tiempo concuñado, por ser hermano del capitán Marcos de Azeredo que se había casado con María de Melo Coutinho.
Durante el gobierno de Luisa Grimaldi, por consejo del sacerdote jesuita José de Anchieta con quien cooperó en la catequesis del territorio capixaba, mandó a construir los fuertes de São Marcos y de São Miguel de la ciudad de Vitória y gracias a ellos los portugueses pudieron rechazar los ataques del corsario inglés Thomas Cavendish.
Luisa recibió a los misioneros benedictinos y franciscanos, a los cuales les hizo donativos, además de dar la bienvenida a Bartolomeu Simões Pereira, primer obispo de Río de Janeiro. Fue una fuerte promotora de la inmigración hacia su territorio capixaba de españoles, judíos, portugueses y de colonos de otras capitanías brasileñas.
El 1º de diciembre de 1592 se inició el pleito legal por la sucesión de su territorio señorial, por lo que Grimaldi a principios de 1593 delegó el mando provisional en su capitán mayor Miguel de Azeredo, para luego partir hacia Portugal.

### Su gobernador interino Miguel de Azeredo
Durante la gestión de Azeredo, se debió afrontar el peligro de infiltración francesa ya que en el norte brasileño Jacques Riffault "Refoles" estableció en 1594 una factoría gala en la isla Upaon-açu —que duraría veinte años, en el actual estado de Maranhão— la cual quedó a cargo de Charles des Vaux por haber financiado el viaje, además de lograr buenas relaciones con los indígenas tupinambás e inclusive por dominar su lengua.
Su lugarteniente Miguel de Azeredo fue nombrado en 1598 segundo gobernador interino del Espíritu Santo, y permaneció en el interinato durante otros quince años más, luego de que Francisco de Aguiar Coutinho obtuviera en el año 1605 el fallo legal que se dictó a su favor definitivamente, y que con su mandato anterior, Azeredo se mantendría en el gobierno capixaba un total de 22 años.
Miguel Antonio de Azeredo tuvo que enfrentar un nuevo peligro de invasión francesa, ya que por el norte brasileño erigieron un nuevo fuerte llamado São Luís para defender la factoría de la isla Upaon-açu ya citada, el cual fuera fundado el 8 de septiembre de 1612 por el noble francés Daniel de La Touche, señor de La Ravardière, y le puso el nombre en homenaje al rey-niño de Francia, el soberano Luis XIII, y de esta manera constituir la Francia Equinoccial, ya que la regente del reino María de Medicis le había otorgado en propiedad cincuenta leguas al norte y la misma distancia al sur del fuerte que construyera.
Los franceses se aliaron a los aborígenes en la resistencia contra los portugueses pero el 3 de noviembre de 1615 fue reconquistado para la Monarquía Hispánica bajo el mando de Jerônimo de Albuquerque, retornando así al dominio luso-español, por lo que se convirtió en el primer capitán de mar del Maranhão.
Finalmente en el territorio capixaba, Francisco de Aguiar Coutinho tomó posesión del cargo como cuarto gobernador donatario de la capitanía del Espíritu Santo el 15 de julio de 1620.

### Testamento y fallecimiento
La fidalga real Luisa Grimaldi, que fue la primera mujer que ostentara un cargo señorial y de gobierno en el Brasil colonial, había testado en el Reino de Portugal el 15 de julio de 1596.
Posteriormente bajo el mote de sor Luiza das Chagas en 1598 —año en que delegó definitivamente el mando en su lugarteniente Azeredo— se recluyó en el actualmente desaparecido convento dominicano de Nuestra Señora del Paraíso de la ciudad de Évora, y fallecería tiempo después del año 1626.